# Draquila : L'Italie qui tremble
Pour plus de détails, voir Fiche technique et Distribution.
Draquila : L'Italie qui tremble (Draquila : L'Italia che trema) est un film documentaire italien réalisé par Sabina Guzzanti et sorti en 2010.
Il a d'abord fait partir de la sélection officielle hors compétition du Festival de Cannes 2010 dans le cadre des séances spéciales.
Le titre est un calembour sous forme de mot-valise créé à partir du vampire Dracula et de la ville de L'Aquila.
Une des affiches françaises est une caricature de Tignous représentant Silvio Berlusconi avec des dents de vampire mordant l'Italie au niveau de L'Aquila.

## Synopsis
Partant de la catastrophe que fut le tremblement de terre ayant eu lieu à L'Aquila en 2009, ce documentaire est une enquête sur la politique de gestion de cet évènement par la Protezione Civile dépeinte comme un « bras de l'État » opérant au-dessus des lois et tentant, par ce biais, de devenir une société privée par actions.
Dans ce film, Sabina Guzzanti revient au journalisme d'enquête après son Viva Zapatero. Elle critique vivement les actions du gouvernement et plus particulièrement celles de Silvio Berlusconi et de Guido Bertolaso, dénonçant aussi une opposition invisible et totalement inefficace. Elle apparaît à son habitude grimée en Berlusconi au début du film, venant elle-même ainsi à L'Aquila.
Malgré une activité sismique annonçant le tremblement de terre dans le voisinage, aucune prévention n'a eu lieu. Statutairement, l'État italien a la charge de la protection et de la restauration des œuvres d'art dont la ville de L'Aquila, une des 20 grandes villes au patrimoine historique de l'Italie, était dotée.
Ces fonctions régaliennes ont été abandonnées au profit d'un projet immobilier édifié en situation d'urgence ; les anciens habitants de L'Aquila ont été relogés et le centre-ville touché par le tremblement de terre laissé à l'abandon.
La mobilisation des services de l'État a conduit à la tenue du sommet du G8 2009 à côté des réfugiés du séisme ; la documentariste dépeint ici cet évènement comme un barnum médiatique des grands de ce monde, déployé au service du président du Conseil.
Le film montre deux personnes qui ont résisté à leur expulsion et à l'injonction des pouvoirs publics, selon laquelle leur lieu de vie était dangereux car situé en zone sismique. Le ressenti des personnes prises en charge dans les tentes mises à disposition par la protection civile est perceptible tout au long du documentaire.
Le gouvernement Berlusconi n'est pas le seul à en prendre pour son grade : Sabina Guzzanti pointe du doigt le parti d'opposition comme invisible et inefficace, en montrant sa tente d'exposition laissée inoccupée, sans aucun permanent local quelle que soit l'heure de la journée ou de la nuit.
Sa conclusion est que la gabegie financière dépensée, si son objet était de restaurer l'opinion publique favorable au Cavaliere, le fut en pure perte puisque les scandales sexuels qui surgirent ensuite achevèrent de la faire sombrer.

## Fiche technique
- Titre original : Draquila : L'Italia che trema
- Titre français : Draquila : L'Italie qui tremble
- Réalisation et scénario : Sabina Guzzanti
- Musique : Riccardo Giagni	et Maurizio Rizzuto
- Montage : Clelio Benevento
- Photographie : Mario Amura, Clarissa Cappellani
- Son : Riccardo Giagni, Maurizio Rizzuto
- Production : Sabina Guzzanti, Valerio Terenzio et Simona Banchi, Ferdinando Vicentini Orgnani
  - Production déléguée : Sandro Frezza
- Sociétés de production : Secol Superbo e Sciocco Produzioni, Gruppo Ambra, Alba Produzioni, en association avec BIM Distribuzione
- Sociétés de distribution : BiM Distribuzione (Italie) ; Bellissima Films (France)
- Pays d'origine :  Italie
- Langue originale : italien
- Format : couleurs - 1,85:1
- Durée : 93 minutes
- Dates de sortie :
  - Italie : 7 mai 2010
  - France : 13 mai 2010 (festival de Cannes) ; 3 novembre 2010 (sortie nationale)
  - Belgique: 3 novembre 2010

## Distribution
- Sabina Guzzanti : elle-même
- Silvio Berlusconi : lui-même (images d'archive)

## Impact politique
Le ministre italien de la Culture Sandro Bondi a décidé de ne pas se rendre au 63e festival de cinéma de Cannes, en raison de la sélection du film, « un film de propagande, Draquila, qui offense la vérité et le peuple italien dans son entier » selon lui, sur la gestion par le gouvernement Berlusconi du tremblement de terre de L'Aquila,.